# 德弗里瑟梅伦
德弗里瑟梅伦（荷蘭語：De Friese Meren，直译：「弗里斯兰的湖」）是荷蘭北部的一個市镇，位於弗里斯兰省。该市镇成立於2014年1月1日，是由哈斯特兰-斯洛滕、萊姆斯特蘭、斯哈斯特兰、博倫斯特海姆的部分地區合成而成。